# Switch KVM

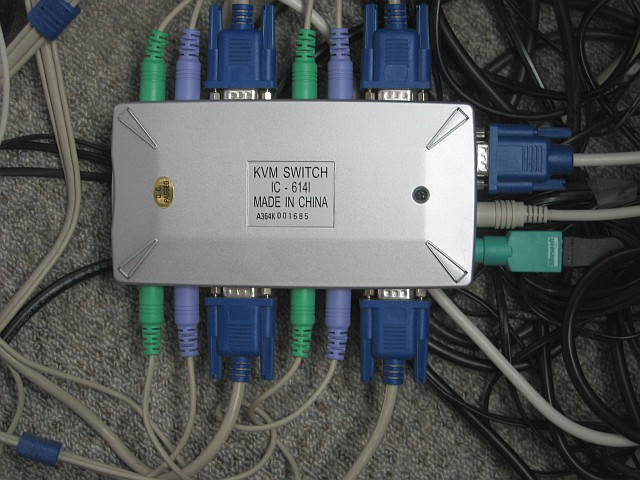
KVM VGA-PS2

Un conmutador o switch KVM (KVM es la abreviatura que se le da al "teclado, vídeo y ratón"; en inglés, [Keyboard, Video & Mouse]) es un dispositivo de hardware que permite al usuario controlar múltiples ordenadores desde uno o más conjuntos de teclados, monitores de vídeo y ratones. Aunque varios equipos están conectados al KVM, habitualmente pueden controlarse pocos ordenadores en cualquier momento. Los dispositivos KVM más modernos también han añadido la posibilidad de compartir otros periféricos, como dispositivos USB y de audio.

## Imágenes
|                                                                                               |
| Representación simbólica de un switch KVM. La Pc a la der. es controlada por los periféricos. |

|                                                   |
| KVM industrial con puertos de consola, DVI y USB. |